# ماناسی اسکات
ماناسی اسکات (به انگلیسی: Manasi Scott) بازیگر هندی است.
از کارهای معروف او می‌توان به بازی در فیلم دوست و موسیقی راک اشاره کرد.